# Mieczysław Fularski

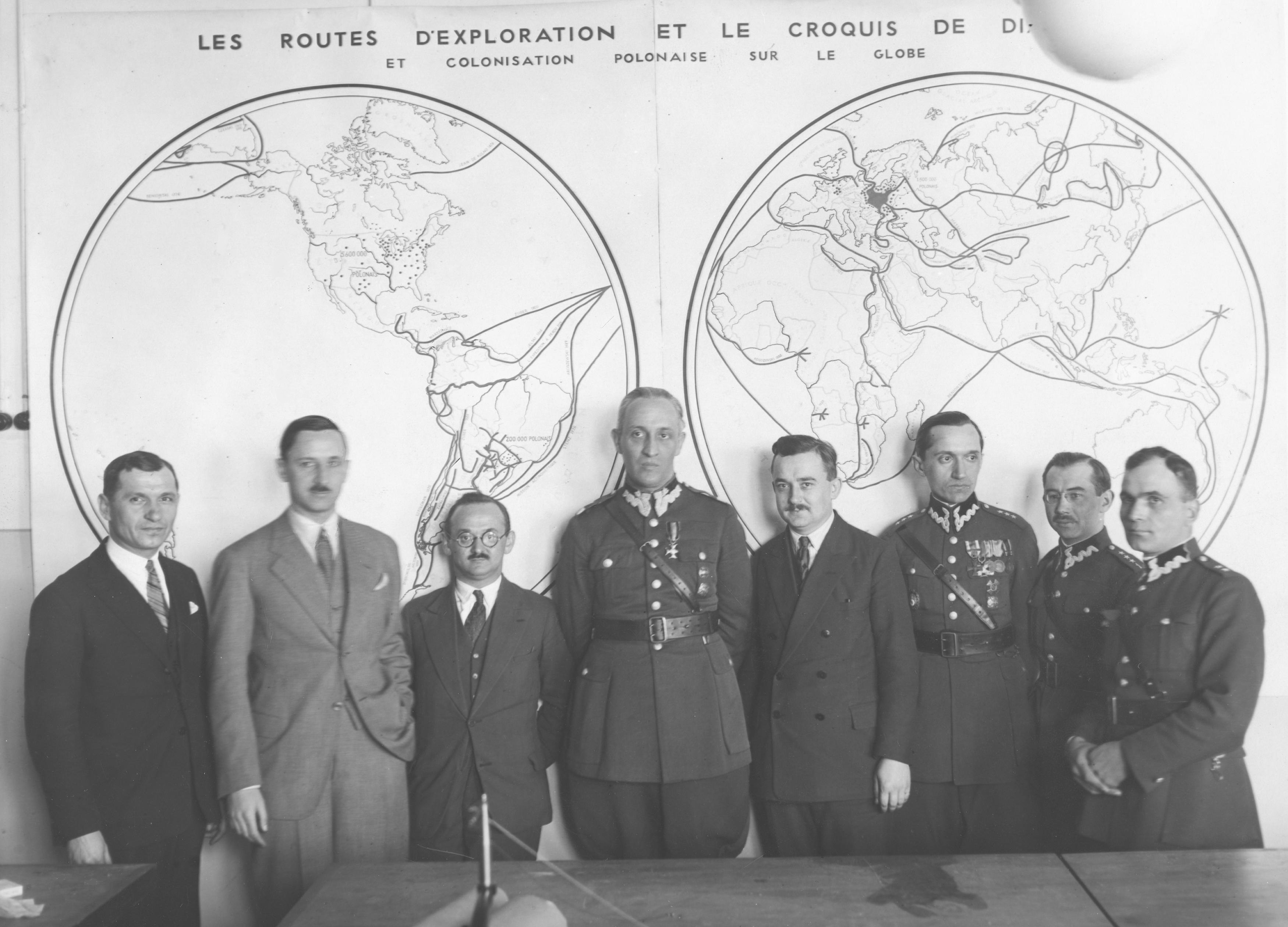
Członkowie zarządu Związku Pionierów Kolonizacyjnych na tle map; kpt. Mieczysław Fularski drugi z lewej

Mieczysław Leon Fularski (ur. 25 marca 1896 w Będzinie, zm. w 1985) – major dyplomowany piechoty Wojska Polskiego, podróżnik, literat.

## Życiorys
Urodził się 25 marca 1896 w Będzinie, w rodzinie Józefa i Zofii z Sokołowskich (ur. 1869). Ukończył Średnią Szkołę Handlową w Będzinie. W czasie nauki szkolnej czynnie działał w młodzieżowych organizacjach niepodległościowych. Po wybuchu I wojny światowej działał w POW, a od połowy listopada 1915 służył w Legionach Polskich w szeregach 2 pułku piechoty. Był internowany w obozie w Szczypiornie .
Po odzyskaniu przez Polskę niepodległości został przyjęty do Wojska Polskiego. W szeregach 21 pułku piechoty uczestniczył w obronie Lwowa podczas wojny polsko-ukraińskiej, a w 1920 walczył w wojnie polsko-bolszewickiej  (na początku 1920 stacjonował w Mińsku). Był dowódcą szkoły podoficerskiej macierzystego pułku . W 1921 wziął udział w III powstaniu śląskim , dowodząc grupą oblężniczą Grupy „Wschód”.
W drugiej połowie 1921 wyjechał do Ameryki Południowej, gdzie prowadził działalność społeczno-organizacyjną wśród polskiego wychodźstwa. Pełnił tam wtedy m.in. funkcje: Prezesa Związku Nauczycieli Szkół Polskich w Brazylii, komendanta głównego Towarzystwa Wychowania Fizycznego „Junak” tamże, Związku Towarzystw Sportowych Młodzieży Polskiej w Brazylii. Na kontynencie południowoamerykańskim przebywał dwa lata .
Został awansowany na stopień kapitana piechoty, a w 1923 przydzielony do 21 pułku piechoty był w stanie nieczynnym. Z dniem 1 grudnia 1924 powrócił ze stanu nieczynnego do macierzystego pułku. W 1924 jako oficer nadetatowy 21 pułku piechoty służył w Oddziale Wyszkolenia Dowództwa Okręgu Korpusu Nr I. Do końca lat 20. pozostawał oficerem macierzystego 21 pułku piechoty. 2 listopada 1928 został powołany do Wyższej Szkoły Wojennej w Warszawie, w charakterze słuchacza Kursu 1928/30. Z dniem 1 listopada 1930, po ukończeniu kursu i otrzymaniu dyplomu naukowego oficera dyplomowanego, został przeniesiony do 21 pp. W listopadzie 1931 został przeniesiony do 9 Pułku Piechoty Legionów w Zamościu. Został awansowany na stopień majora piechoty ze starszeństwem z dniem 1 stycznia 1932. W kwietniu 1932 został przeniesiony do 25 pułku piechoty w Piotrkowie na stanowisko dowódcy I batalionu. W listopadzie 1933 został przeniesiony do Biura Ogólno-Organizacyjnego Ministerstwa Spraw Wojskowych w Warszawie. Z dniem 31 grudnia 1934 został przeniesiony w stan nieczynny na okres 12 miesięcy.
Od co najmniej 1932 zajmował się organizacją instytucji polonijnych w Polsce. Był członkiem Zarządu Głównego Ligi Morskiej i Kolonialnej, współzałożycielem, organizatorem i członkiem Związku Pionierów Kolonii, członkiem założycielem Instytutu Współpracy z Zagranicą, członkiem zarządu Towarzystwa Polsko-Brazylijskiego, wiceprezesem Światowego Związku Polaków z Zagranicy. Od 1935 był dyrektorem naczelnym polskiego biura podróży „Orbis”. W 1937 uzyskał exequatur jako konsul honorowy Republiki Paragwaju na obszar RP z siedzibą w Warszawie.
Po wybuchu II wojny światowej przedostał się do Francji, od 1941 mieszkał w Brazylii, pracował w fabryce samochodów należącej do Alfreda Jurzykowskiego. Był jednym z współzałożycieli Klubu 44 w São Paulo. Był także prezesem Komitetu "Pro-Polonia Livre" i oddziału Stowarzyszenia Polskich Kombatantów w tym mieście.
Po 1928 ożenił się z dr. Julią Świtalską (wcześniej żoną Kazimierza Świtalskiego). Po wyjeździe z Polski zawarł kolejny związek małżeński w Brazylii.

## Ordery i odznaczenia
- Krzyż Niepodległości (6 czerwca 1931)[24]
- Krzyż Kawalerski Orderu Odrodzenia Polski (10 listopada 1933)[25][26]
- Krzyż Walecznych (czterokrotnie)[27]
- Złoty Krzyż Zasługi (12 maja 1939)[28]
- Srebrny Krzyż Zasługi (10 listopada 1928)[29]
- Medal Pamiątkowy za Wojnę 1918–1921[3]
- Medal Dziesięciolecia Odzyskanej Niepodległości[27]
- Odznaka za Rany i Kontuzje[27]
- Odznaka 21 Pułku Piechoty (II RP)[27]
- Złoty Medal Honorowy (III Republika Francuska, zezwolenie w 1934)[30]
- Medal 10 Rocznicy Wojny Niepodległościowej (Łotwa)[31]

## Publikacje
- Polskie kolonje rolnicze w Argentynie, Wydawnictwo Polskiego Towarzystwa Emigracyjnego, Warszawa 1927
- Przysposobienie wojskowe u obcych: Niemcy, Rosja Sowiecka, Szwajcarja, Francja, Anglja, Włochy, Czechosłowacja, Finlandja, Litwa, Rumunja, Stany Zjednoczone, Główna Księgarnia Wojskowa, Warszawa 1928
- Zarys historji wojennej 21-go Warszawskiego Pułku Piechoty, Zakłady Graficzne „Polska Zjednoczona”, Warszawa 1929
- Argentyna, Paragwaj – Boliwja: wrażenia z podróży(w dwóch tomach), Wydawnictwo M. Arcta, Warszawa 1929
- Przysposobienie wojskowe w Polsce, Główna Księgarnia Wojskowa, Warszawa 1929
- Kryzys emigracyjny a polska polityka kolonjalna, Instytut Wydawniczy Ligi Morskiej i Kolonjalnej, Warszawa 1931
- Zagadnienia ruchu turystycznego, Główna Księgarnia Wojskowa, Warszawa 1935
- Turystyka jako dział gospodarki narodowej, Polskie Biuro Podróży Orbis, Warszawa 1935
- Polska w międzynarodowym ruchu turystycznym, Drukarnia S. Krakowskiego, Warszawa 1937
- Aktualne problemy turystyki zagranicznej [w:] „Prace Studium Turyzmu Uniwersytetu Jagiellońskiego w Krakowie”, tom 6, Warszawa 1938
- Propaganda turystyki, Warszawa 1939